# با دهانی پر از سیب
با دهانی پر از سیب نمایشنامه‌ای از محمّد چرم‌شیر است، که در سال ۱۳۸۰ توسط انتشارات صنوبر به‌چاپ رسیده است، و در سال ۱۳۷۹ با کارگردانی امیر دژاکام به‌روی صحنه رفته است. این نمایشنامه روایتگر زندگی مردی است که عشق خود را از دست داده و اکنون با خاطره‌اش درد دل می‌کند.